# Samora Machel
Pour les articles homonymes, voir Machel.
Samora Moisés Machel, né le 29 septembre 1933 à Madragoa (actuellement Chilembene) au Mozambique et mort le 19 octobre 1986 à Mbuzini en Afrique du Sud, est un homme politique mozambicain, membre du Frelimo et premier président de la république populaire du Mozambique indépendante entre 1975 et 1986. Il est considéré comme le père de l'indépendance du Mozambique.

## Formation
De religion protestante, Samora Machel est le fils d'une famille shangaane (en portugais, changane) de la province de Gaza.
Il est scolarisé à la mission catholique la plus proche, mais, à la suite de la mort de son frère dans une mine en Afrique du Sud, Samora Machel est obligé de cesser ses études, faute de ressources financières. Il parvient néanmoins à commencer une formation d'infirmier et est embauché à l'hôpital de Lourenço-Marquès. Il devient ensuite l'infirmier personnel attaché à une doctoresse portugaise. En 1961, Machel rencontre Eduardo Mondlane, un intellectuel mozambicain en lutte contre le colonialisme portugais au Mozambique,.
En 1963, Samora Machel quitte son épouse et choisit de rejoindre la lutte indépendantiste contre la puissance coloniale portugaise. Machel intègre le Frelimo (Front de libération du Mozambique), suit un entraînement militaire en Algérie et rejoint son chef, Mondlane, en Tanzanie. Il fait partie le 25 septembre 1964 des guérilleros du Frelimo qui déclenchent la lutte armée contre le Portugal, pénétrant en territoire mozambicain,. En 1966, il devient secrétaire à la défense du Frelimo, succédant à Filipe Magaia, mort au combat. En 1968, Machel devient commandant en chef des forces armées et entre au comité central du Frelimo.
Le Frelimo n'attend pas le retrait des troupes portugaises de l'Angola pour développer sa propre administration dans les régions « libérées » perçues comme un « contre-État » : création d'écoles, de centres de santé, développement de cultures agricoles, premiers « comités du parti », création d'une « École du parti », chargée de former idéologiquement ses cadres.
Après l'assassinat d'Eduardo Mondlane en 1969, il accède à la direction du parti au sein d'un triumvirat avec Marcelino dos Santos et le révérend Uria Simango. Samora Machel représente alors l'aile marxiste et multiraciale face aux tenants du courant africaniste. Dès 1970, il s'impose face à ses deux rivaux et prend seul la direction du mouvement de libération marxiste.
Josina Mutemba, sa seconde femme, rencontrée en Tanzanie, meurt en 1971 . En 1973, il se remarie avec Graça Simbine (qui se remariera en juillet 1998 au président sud-africain Nelson Mandela).

## Carrière politique

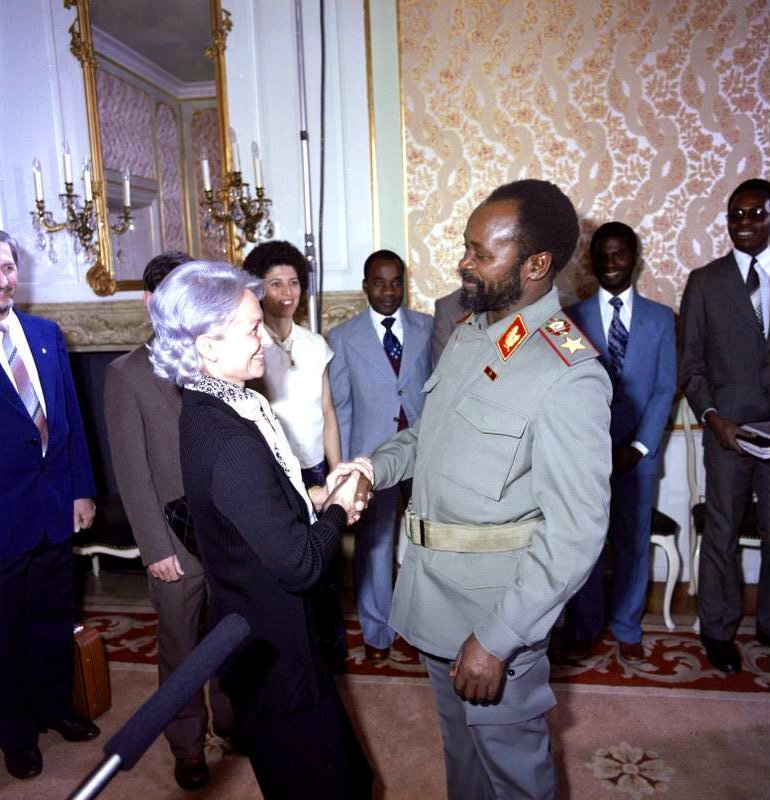
Samora Machel et la ministre de l'Éducation de la RDA, Margot Honecker, en 1983.

En 1974, au Portugal, les militaires renversent Marcelo Caetano (successeur du dictateur Salazar), dans le contexte de la révolution des Œillets. Les nouveaux dirigeants souhaitent mettre fin aux guerres coloniales que l'armée portugaise mène en Afrique, en accordant l'indépendance à ses possessions (Mozambique, Angola, Guinée-Bissau, Sao Tomé-et-Principe et Cap-Vert). Samora Machel se rend à Lusaka, en Zambie, où il rencontre Mário Soares, devenu ministre portugais des Affaires étrangères le en mai 1974, pour amorcer une négociation conduisant à l'indépendance. Le Frelimo devient l'interlocuteur privilégié du Portugal pour le Mozambique. Le 7 septembre 1974, toujours à Lusaka, est signé un accord de cessez-le-feu et fixé un calendrier, prévoyant un gouvernement provisoire, l'indépendance du Mozambique et des élections pluralistes,.
La phase transitoire entre le cessez-le-feu et l'indépendance définitive du nouvel État sous la houlette du Frelimo (le 25 juin 1975) est agitée. Par exemple, une tentative de coup d'État est perpétrée à Lourenço-Marquès entre le 9 et le 12 septembre 1974, par un groupe d'extrême-droite composé essentiellement de colons. Ils s'emparent d'une radio. Mais la population leur est hostile et l'ordre est rétabli par l'action conjuguée de l'armée portugaise et d'un groupe du Frelimo.
Dans les mois qui précédent cette indépendance, le Mozambique est abandonné par la majorité des 4 500 colons propriétaires d'entreprises agricoles et le réseau de milliers de magasins faisant l’essentiel du commerce est presque totalement démantelé. L'économie, et en particulier l'agriculture, en sort désorganisée. Le processus de reconstruction de la structure productive et du réseau de commercialisation, lent et conflictuel, est cependant progressif jusqu’en 1981. À partir de cette date, des actions de banditisme armé, soutenu par l'Afrique du Sud, entraînent le Mozambique dans une nouvelle période de régression économique. Ces actions, localisées pour la plupart dans les zones rurales, sabotèrent la production des entreprises, causèrent la destruction des infrastructures commerciales et des voies de communication, et ciblèrent également les paysans. Des migrations forcées se produisent en conséquence, créant ou aggravant les situations de famine.

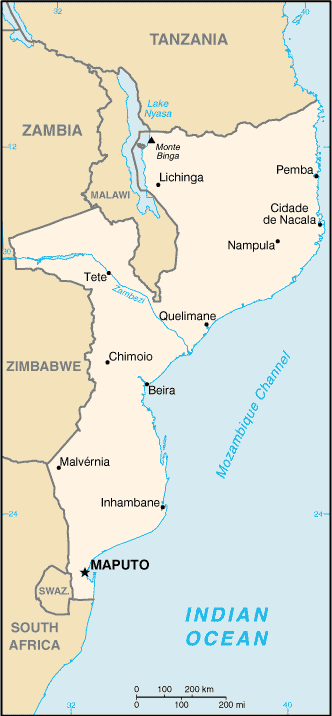
Mozambique indépendant avec Maputo comme capitale

Puis dans les premières années du Mozambique indépendant, en sens inverse, le régime de Samora Machel écarte violemment et élimine des opposants dont le plus notoire est peut-être Uria Simango (en). Uria Simango, pasteur presbytérien mozambicain, avait été un des fondateurs du Frelimo, avec Eduardo Mondlane, puis, à la mort de ce dernier, avait fait partie du triumvirat qui s'était constitué à la tête de ce mouvement de lutte contre la puissance coloniale, comprenant, outre lui, Marcelino dos Santos et Samora Machel. Il est ensuite évincé, s'enfuit en Égypte et revient en Mozambique après la révolution des Œillets au Portugal en 1974. Il crée un nouveau parti, le Partido da Coligação Nacional [Parti de la coalition nationale] (PCN). Mais Saora Machel et le Frelimo écartent l'hypothèse d'élections multipartites : le Frelimo est positionné comme parti unique. Uria Simango est arrêté, emprisonné et contraint à une autocritique publique. Puis il est secrètement liquidé, comme d'autres opposants dont Joana Simeão, à une date indéterminée entre 1977 et 1980. Une enquête de journalistes indépendants a relaté en 1995, presque vingt ans plus tard (à une date où Samora Machel est lui aussi mort) un assassinat au bord d'une route, où plusieurs opposants prisonniers, dont Uria Simango, auraient été brûlés vifs. Une biographie de Uria Simango est parue également en 2004. Uria Simango a eu aussi un fils, mort en 2021, devenu auparavant une des personnalités de l'opposition, maire de Beira, et fondateur en 2009 d'un parti politique de centre-droit, le Mouvement démocratique du Mozambique.
Samora Machel est élu président de la République. Il pousse au développement d'une société socialiste et rejoint le bloc soviétique. La situation régionale est compliquée : le Mozambique abrite les bases arrière des mouvements armés de libération sud-africain (l'ANC) et rhodésien (la ZANU). De leurs côtés, l'Afrique du Sud, toujours sous le régime d'apartheid, et le gouvernement blanc de Rhodésie soutiennent financièrement et logistiquement la ReNaMo, un mouvement armé qui s'attaque à l'infrastructure mozambicaine. Économiquement, l'aide de l'Union soviétique ne suffit pas et les relations économiques et politiques avec les deux voisins du sud sont des plus tendues. Néanmoins, Machel réussit à rester populaire parmi la population. En 1979, la Renamo est affaiblie quand son chef est abattu. En 1980, le soutien de la Rhodésie au Renamo cesse avec l'avènement à sa place du Zimbabwe. Mais la guerre civile continue, coupant le pays en deux. Dès 1980, Samora Machel se rend compte aussi de l'inefficacité de sa politique économique et en 1983 se tourne vers le FMI. Le pays connaît aussi depuis le début des années 1980 une sécheresse sans précédent, et la famine couplée à la guerre civile contribue à faire du Mozambique un des pays les plus pauvres du monde.
En 1984, les difficultés économiques le contraignent à se rapprocher de l'Afrique du Sud. Il signe l'accord de Nkomati avec le président Pieter Botha prévoyant que les sud-africains cessent de soutenir la Renamo contre le retrait du soutien mozambicain à l'ANC et aux mouvements anti-apartheid établis sur son sol. L'accord n'est finalement pas respecté de part et d'autre en dépit des relations sereines établies au niveau des ministères respectifs des deux pays.
Le 19 octobre 1986, Samora Machel s'envole pour la Zambie pour discuter de la situation avec les présidents zambien, angolais et zaïrois. Le sommet se déroule dans le calme malgré une ambiance tendue. Mobutu est accusé de soutenir autant l'Unita en Angola que la Renamo au Mozambique. Le Malawi, non représenté au sommet, est aussi soupçonné par Machel de donner asile aux rebelles de la Renamo. Machel avait menacé quelques mois auparavant le Malawi de blocus économique et de tirs de roquettes alors que l'ambassade du Malawi était mise à sac à Maputo au mois de septembre.

## Mort

### Circonstances
Le 19 octobre 1986 dans l'après-midi, Machel revient en avion du sommet de Lusaka, d'où avaient été discutées avec les pays régionaux des mesures communes à adopter contre le régime sud-africain, quand son Tupolev 134 s'écarte soudainement de 34° de sa trajectoire et s'écrase en Afrique du Sud sur les flancs des montagnes Lebombo (connues au Mozambique sous le nom de « Montes Libombos »), à 300 mètres de la frontière mozambicaine, près de Mbuzini, non loin de Komatipoort. Machel et 24 autres occupants meurent – dont son attaché de presse, le poète Gulamo Khan –, neuf survivent. Des unités d'élites de l’armée sud-africaine et des membres de l’exécutif, dont le ministre de la Défense Magnus Malan, se rendent immédiatement sur place et entreprennent de fouiller l'appareil afin d'y trouver des documents diplomatiques. Le Mozambique n'est informé que dix heures plus tard du crash et de son emplacement.

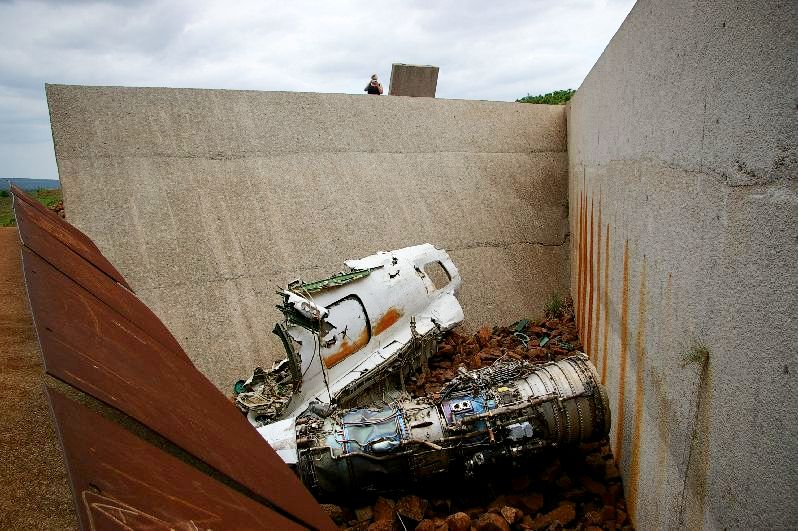
Reste de l'épave

Après une courte période d'intérim, Joaquim Chissano devient président de la République le 6 novembre 1986. Il signe en décembre un traité d'amitié et de coopération avec le Malawi, mettant fin aux tensions entre les deux pays.

### Enquêtes
L'URSS et le Mozambique exigent aussitôt une enquête internationale sur place. Membre avec eux d'une commission tripartite, l'Afrique du Sud refuse initialement, en dépit des requêtes de la commission et de l'Organisation de l'aviation civile, de mettre à disposition des enquêteurs les boîtes noires de l'appareil. En janvier 1987, la cellule d’enquête sud-africaine dirigée par le juge Cecil Margo rend son rapport et conclut à une erreur des pilotes, lesquels n'auraient pas demandé les vérifications d'usage après qu'ils se furent aperçus qu'ils s'étaient déroutés. Le rapport écarte cependant les rumeurs sur « l'ivresse » des pilotes (invention du ministre sud-africain des Affaires étrangères avant même le début d'une enquête) ou de vétusté de l'appareil. Au contraire, les enquêteurs soviétiques réfutent les conclusions de la commission Margo dont ils soulignent certaines contradictions et corroborent l'hypothèse d'une balise VOR qui aurait détourné l'appareil de sa trajectoire.
En 1996, un rapport de la Commission vérité et réconciliation, chargé d’enquêter sur les crimes commis sous l'apartheid, recommande un complément d'enquête pour éclaircir des points litigieux soulevés par ses recherches. Le chef de la commission des investigations, Dumisa Ntsebza, explique en effet que « le faisceau de soupçons de la commission impliquant l'armée sud-africaine, le renseignement militaire et les forces spéciales justifie l'ouverture d'une nouvelle enquête judiciaire ». Les autorités ne donnent pourtant pas suite à cette recommandation et aucune nouvelle enquête n'est ouverte.
Le 9 février 2006, Charles Nqakula, ministre sud-africain de la Sécurité, ordonna qu'un complément d'enquête soit effectué[réf. nécessaire]. Toutefois, en 2007, Jacinto Veloso, un ancien membre de la police du Mozambique et ami de Machel, publie ses mémoires dans lesquelles il soutient que la mort de l'ancien président était due à un complot entre les services secrets sud-africains et les Soviétiques qui auraient considéré dangereux que Machel améliore les relations de son pays avec les puissances occidentales. En 2010, le journaliste portugais José Milhazes publie un livre dans lequel il défend l'hypothèse d'erreurs de l'équipage russe. Selon lui, tant les Soviétiques que les Mozambicains auraient intérêt à répandre la thèse d'un attentat perpétré par le gouvernement de l'Afrique du Sud : l'URSS voudrait sauvegarder sa réputation (qualité mécanique de l'appareil et professionnalisme de l'équipage), alors que le gouvernement du Mozambique chercherait à créer un martyr. En Afrique du Sud, le journaliste Mpikeleni Duma recueille les témoignages d'anciens membres des services de renseignements qui lui déclarent que leur unité avait été chargée d'organiser le crash de l'avion présidentiel. Au moins deux techniciens de l'aéroport de Maputo auraient été recrutés et payés par l'agent sud-africain Craig Williamson (responsable de plusieurs assassinats de militants anti-apartheid réfugiés au Mozambique).

## Distinction
- Grand collier de l'ordre de l'Infant Dom Henrique  Portugal (1982)